# Sedum blepharophyllum
Sedum blepharophyllum är en fetbladsväxtart som beskrevs av Fröderstr.. Sedum blepharophyllum ingår i Fetknoppssläktet som ingår i familjen fetbladsväxter. Inga underarter finns listade i Catalogue of Life.